# Guînes
Guînes (flämisch Giezene) ist eine französische Stadt mit 5508 Einwohnern (Stand 1. Januar 2022) im Département Pas-de-Calais in der Region Hauts-de-France; sie gehört zum Arrondissement Calais und zum Kanton Calais-2.

## Lage
Die Kleinstadt Guînes liegt im Regionalen Naturpark Caps et Marais d’Opale, sechs Kilometer südlich von Calais im unmittelbaren Hinterland der Ärmelkanalküste. Nachbargemeinden von Guînes sind Coulogne im Norden, Les Attaques im Nordosten, Andres im Osten, Campagne-lès-Guines und Bouquehault im Südosten, Hermelinghen im Süden, Fiennes und Caffiers im Südwesten sowie Hames-Boucres im Westen und 'Nordwesten.

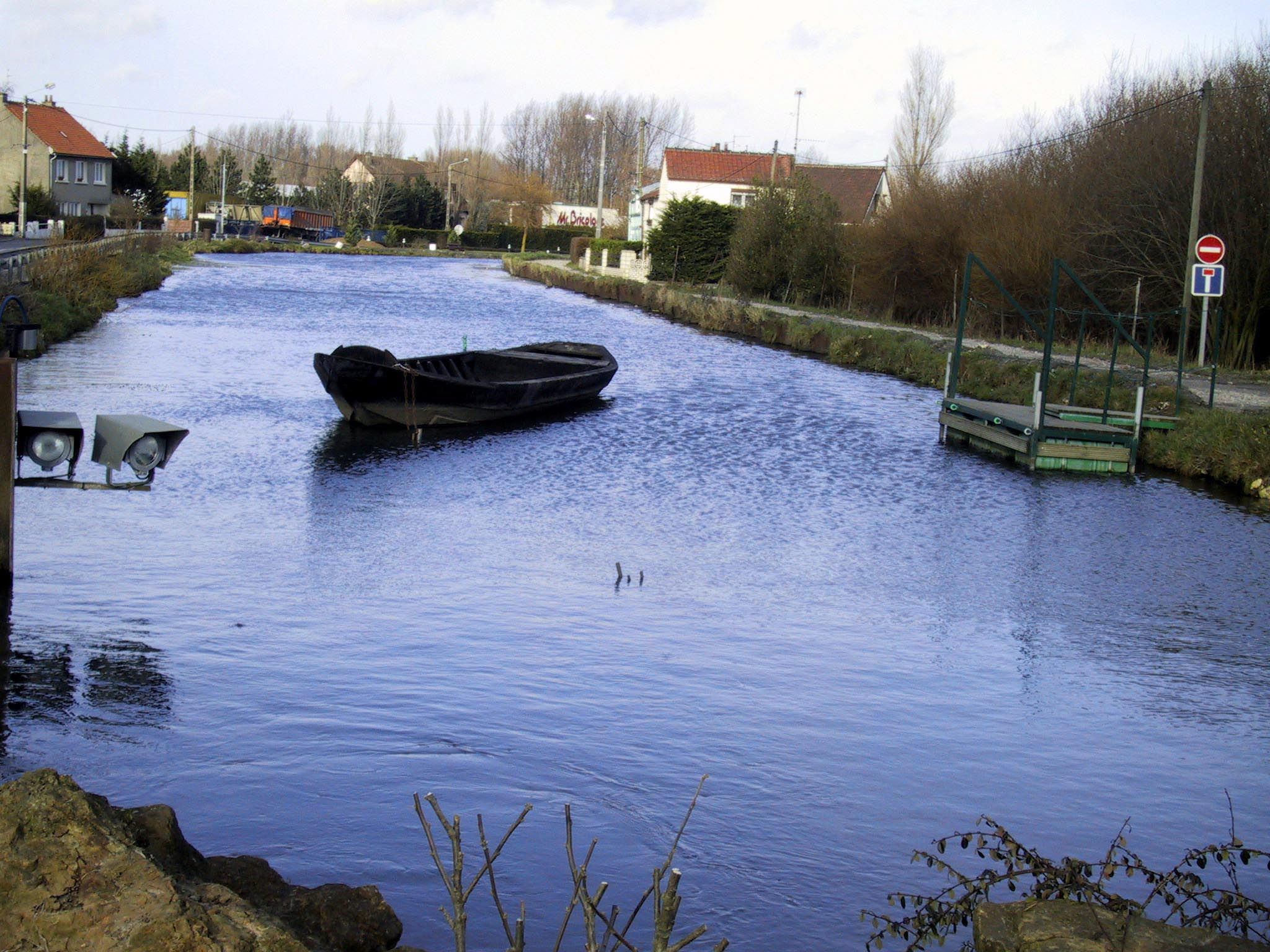
Der Anfang des Canal de Guînes, der die Stadt mit Calais verbindet
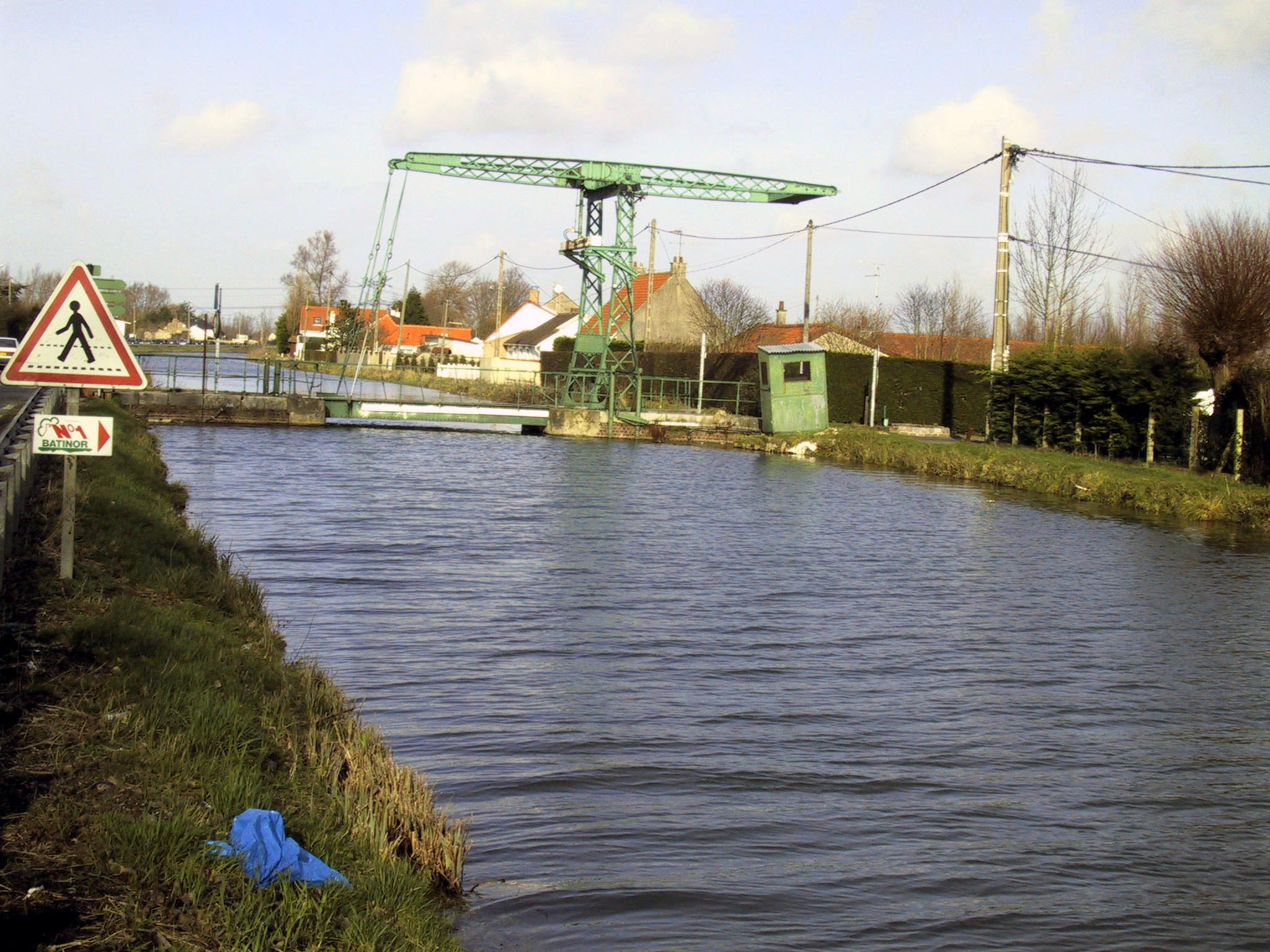
Brücke am Canal de Guînes
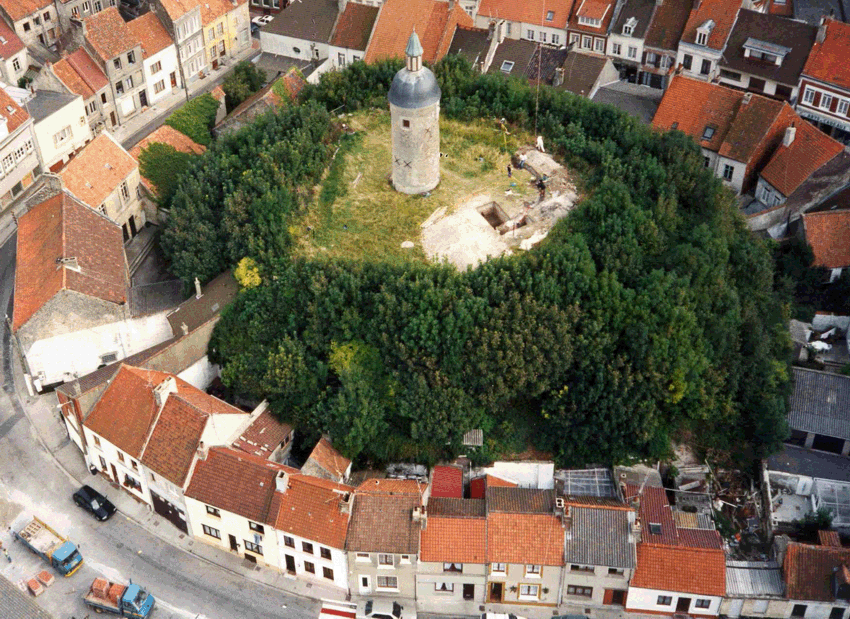
Motte des Château de Guînes

## Geschichte

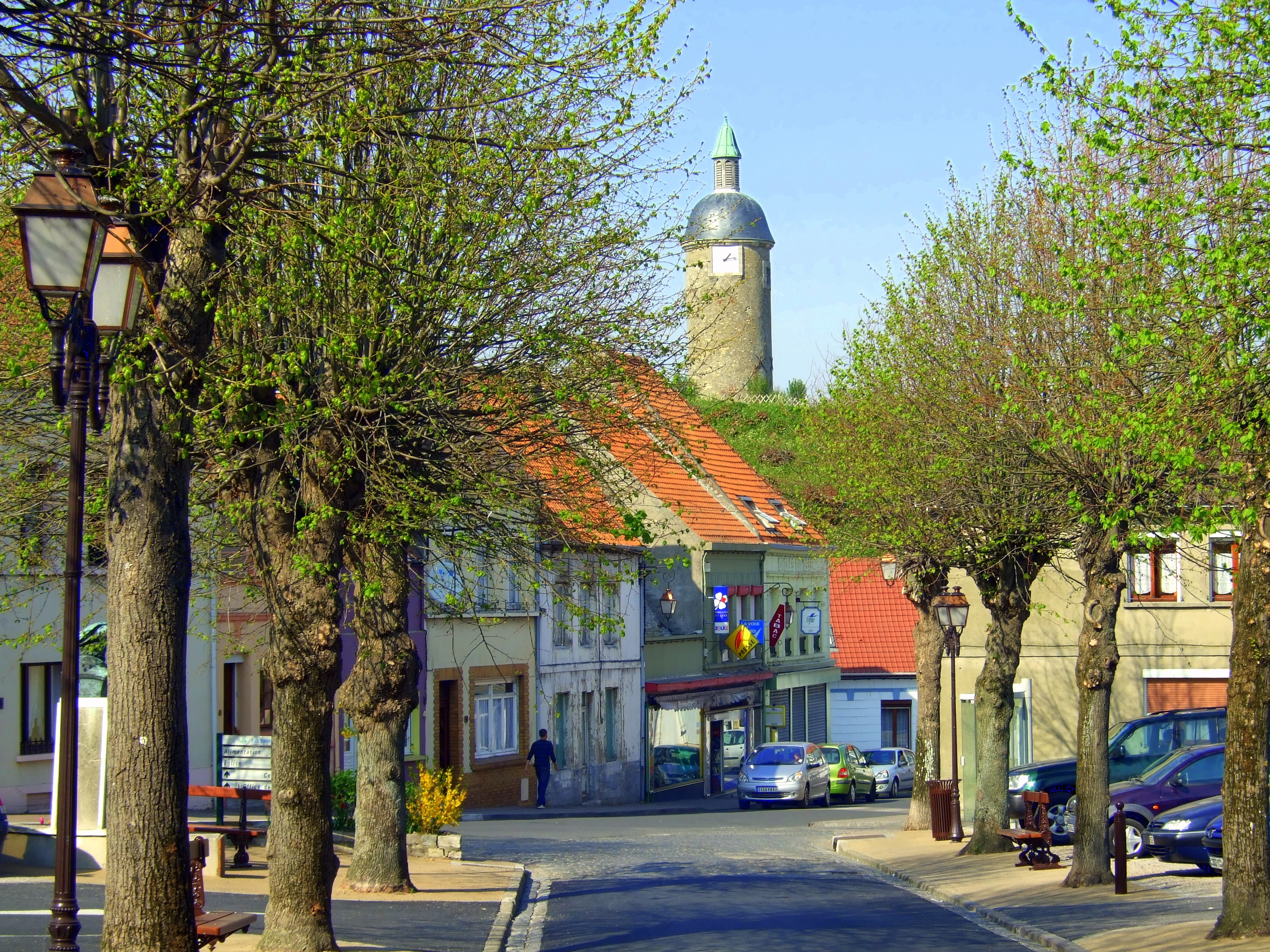
Place des Tilleuls. Im Hintergrund die Tour de l’Horloge auf der mittelalterlichen Motte

Guînes war im Mittelalter Hauptort der Grafschaft Guînes. Die Normannen legten im Jahr 928 hier eine Motte an, die sie mit einem doppelten Burggraben umgaben. Graf Robert Manasse gründete in der Nähe seiner Burg ein Benediktinerinnenkloster, das dem heiligen Leonhard von Limoges geweiht wurde. Graf Balduin II. ließ Ende des 11. Jahrhunderts die alte hölzerne Burg durch eine steinerne ersetzen und die Stadt durch eine Mauer umgeben. Drei Jahre nach der Eroberung von Calais, am 22. Januar 1351 wurde die Burg von Guînes durch Verrat den Engländern ausgeliefert. Der Friede von Brétigny lieferte die Stadt und die Grafschaft dann 1360 vollständig den Engländern aus. Der englische König Heinrich VIII. logierte hier im Juni 1520 während seinem über 2-wöchigen Treffen (dem Camp du Drap d’Or) mit dem König von Frankreich, Franz I. Hierfür wurde vor der Burg von Guînes auf einem steinernen Fundament auf einer Fläche von etwa 10.000 Quadratmetern ein Palast aus Holz und Stoff um einen zentralen Innenhof errichtet. 
Wenige Kilometer südöstlich, südlich des Weilers Campagne les Guînes, befand sich während des Zweiten Weltkriegs ein Feldflugplatz der Deutschen Luftwaffe. Diese nutzte ihn im Rahmen der Luftschlacht um England. Hier lagen wesentliche Teile des mit Bf 109 ausgerüsteten Jagdgeschwaders 54 (JG 54). Dessen Stab lag hier zwischen Anfang August und Anfang Dezember 1940, ab Ende August unter dem Kommando von Obstlt. Hannes Trautloft. Hinzu kamen zwischen Ende Juli und Ende September die I. (I./JG 54) und anschließend bis Ende November die II. Gruppe (II./JG 54). Heute durchschneidet die Eisenbahntrasse zum Kanaltunnel das ehemalige Flugfeld.

## Bevölkerungsentwicklung
| Jahr                       | 1962 | 1968 | 1975 | 1982 | 1990 | 1999 | 2006 | 2016 | 2022 |
| -------------------------- | ---- | ---- | ---- | ---- | ---- | ---- | ---- | ---- | ---- |
| Einwohner                  | 4724 | 4984 | 5034 | 5174 | 5105 | 5221 | 5291 | 5657 | 5508 |
| Quellen: Cassini und INSEE |      |      |      |      |      |      |      |      |      |

## Sehenswürdigkeiten
- Kirche Saint-Pierre-aux-Liens
- La colonne Blanchard: an dieser Stelle im Forêt domaniale landeten am 7. Januar 1785 die ersten Menschen, die den Ärmelkanal durch die Luft überquerten; sie ist nach Jean-Pierre Blanchard benannt.

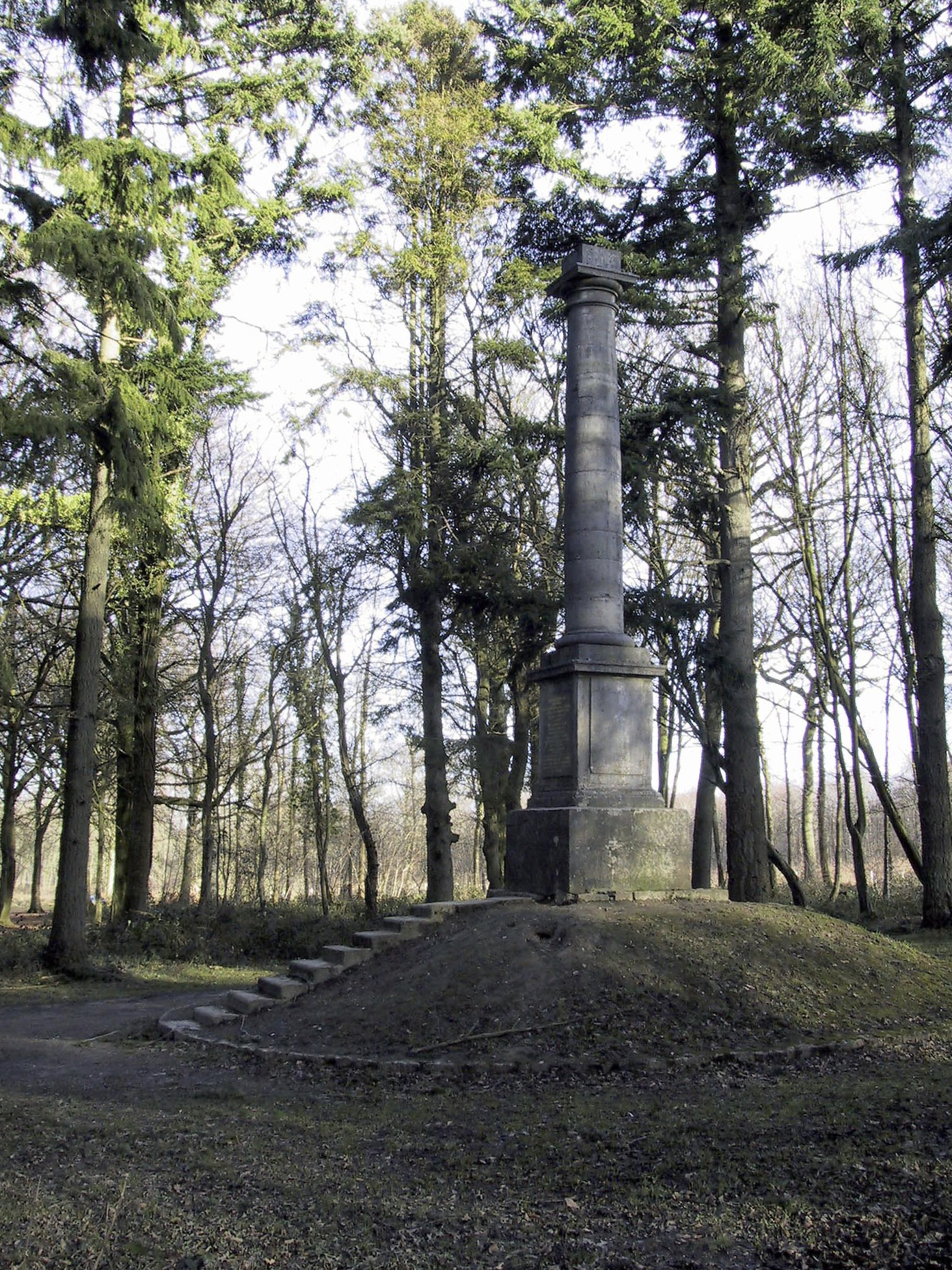
Blanchard-Säule (La colonne Blanchard)
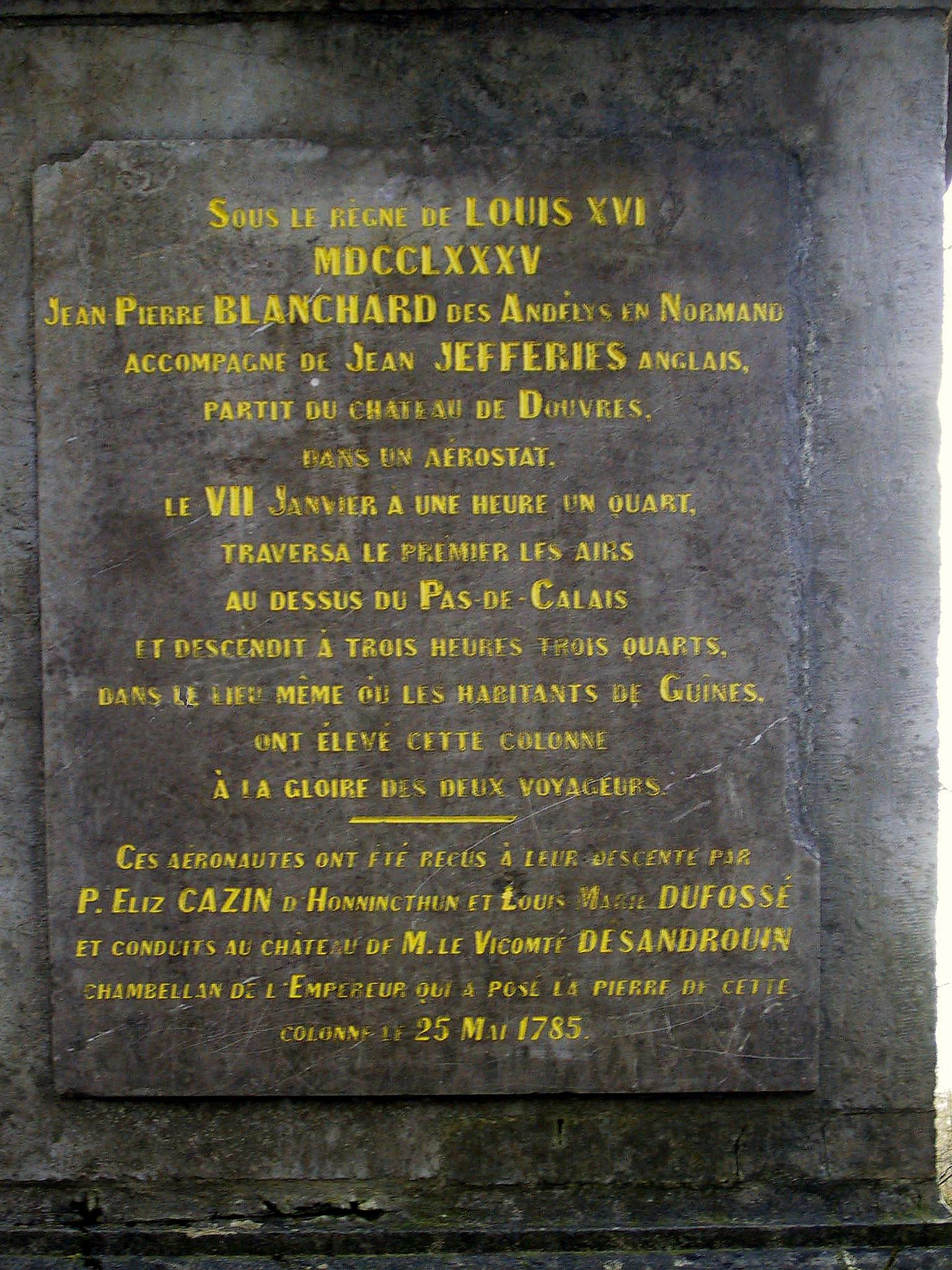
Inschrift auf der Säule
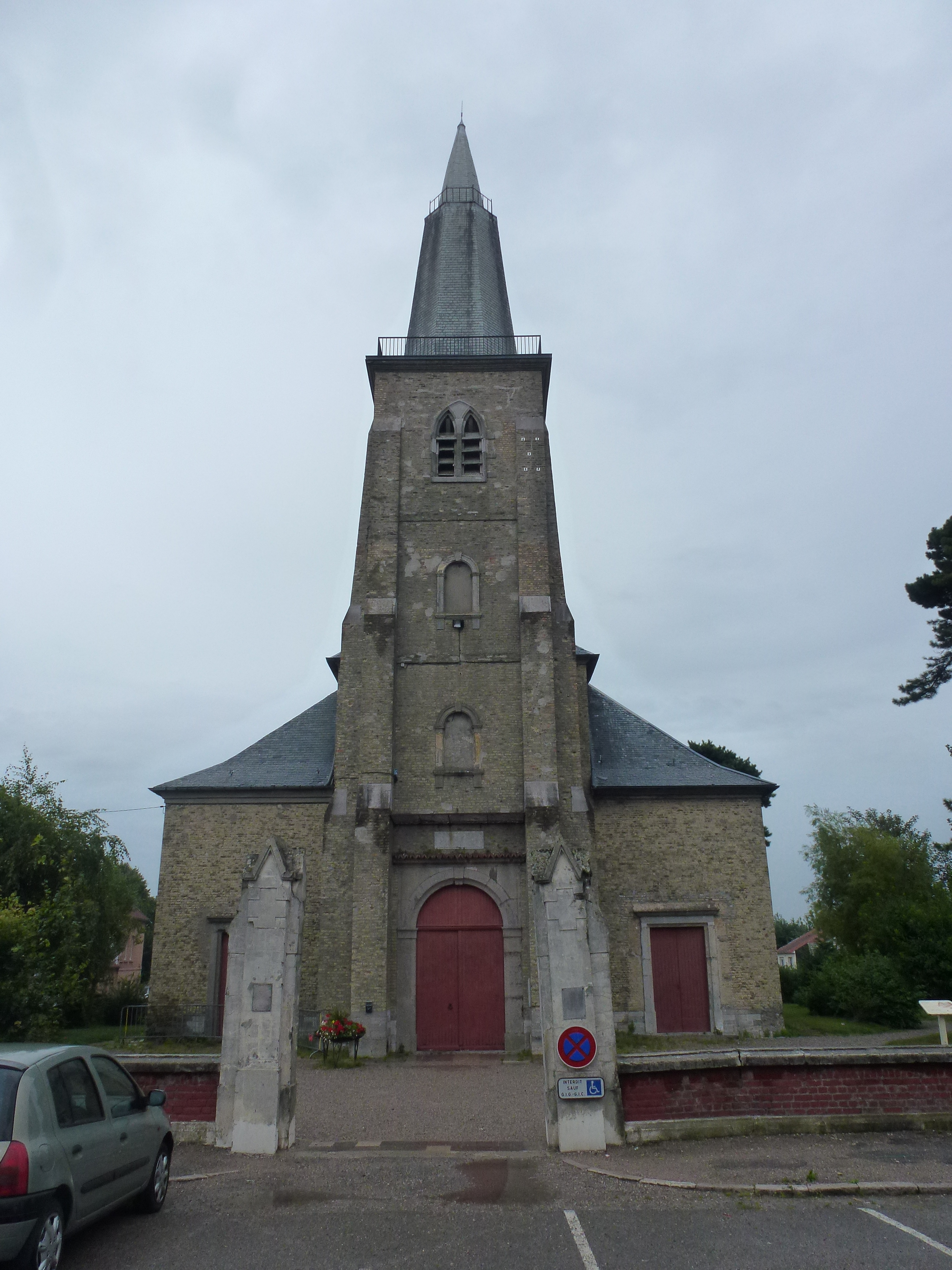
Kirche Saint-Pierre-aux-Liens
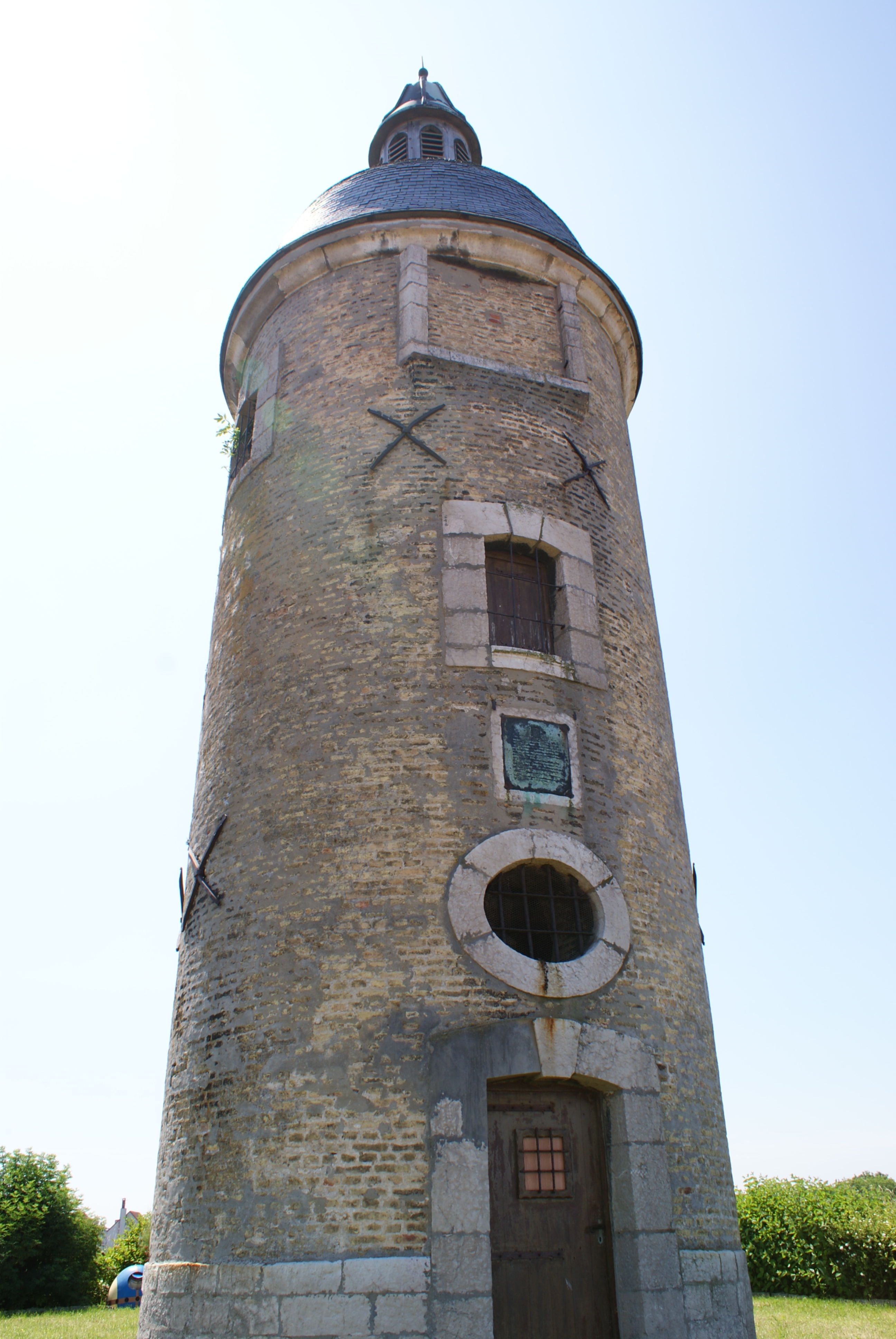
Alter Glockenturm
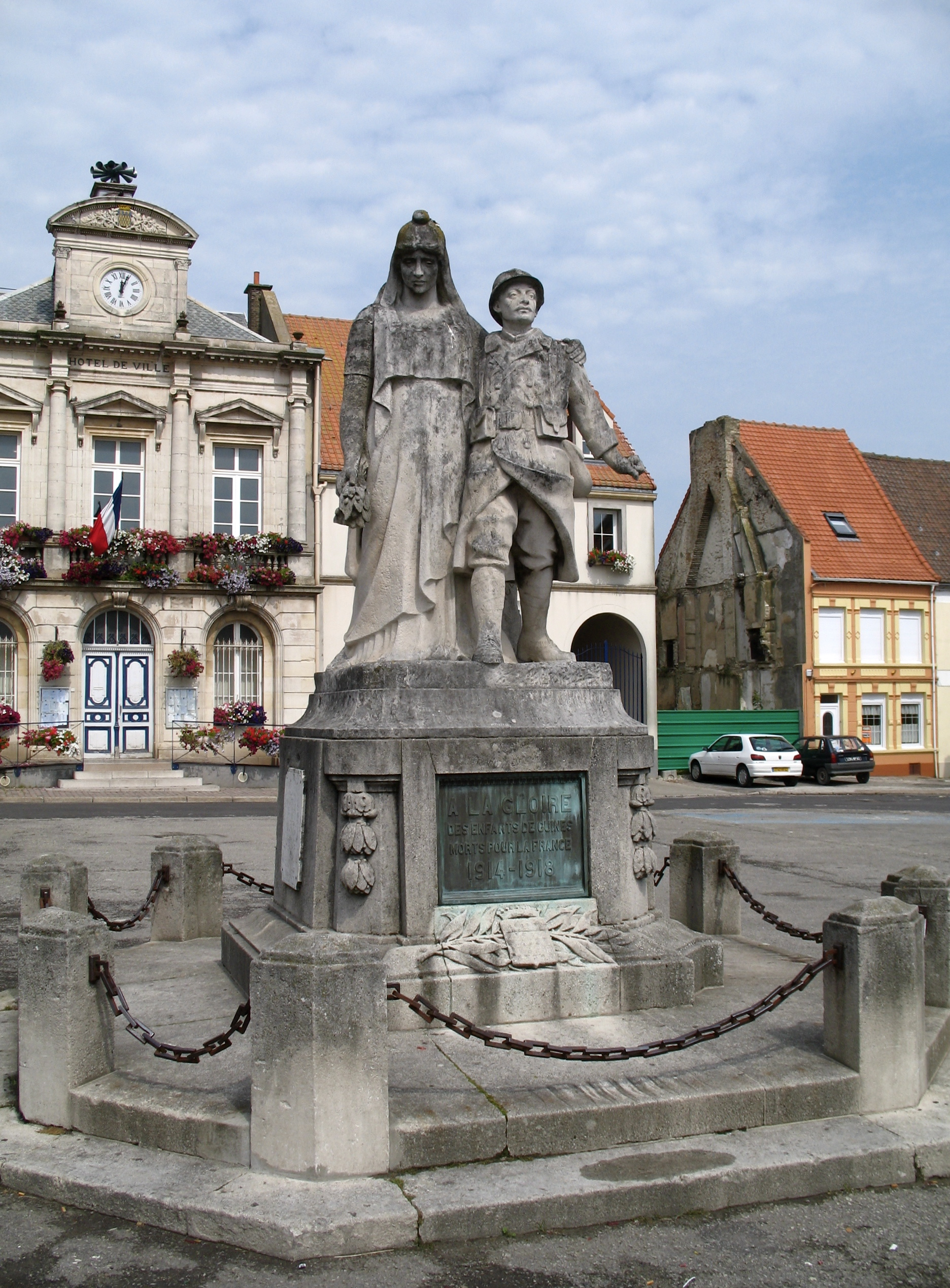
Gefallenendenkmal

## Persönlichkeiten
- Frédéric Darras (1966–2010), Fußballspieler